# Parabatozonus
Parabatozonus  (лат.) — род дорожных ос  (Pompilidae).

## Распространение
Австралия, Афротропика, Неарктика, Палеарктика. В России встречается от европейской части до Сибири и на Дальнем Востоке.

## Описание
Среднего размера дорожные осы. Усики чёрные или оранжевые. Крылья оранжево-жёлтые (без затемнения). 
Задний край проподеума без конического выступа. Первый членки передних лапок с 3–4 шипиками. Тергиты брюшка T2–T5 или полностью чёрные с желтоватыми отметинами в базо-латеральной части, или только с базальной жёлтой полоской только на тергите T3.
Предположительно, как и другие близкие виды охотятся на пауков.